# Новоалександровка (Наро-Фоминский район)
Новоалександровка — деревня в Наро-Фоминском районе Московской области, входит в состав сельского поселения Веселёвское. Численность постоянного населения по Всероссийской переписи 2010 года — 25 человек. До 2006 года Новоалександровка входила в состав Шустиковского сельского округа.
Деревня расположена в юго-западной части района, на безымянном правом притоке реки Руть (приток Протвы), примерно в 11 км к юго-западу от города Верея, высота центра над уровнем моря 202 м. Ближайшие населённые пункты — Нечаево в 0,7 км на восток и Ильинское в 1,8 км на юго-запад.